# Wvem
Wvem est une localité du Cameroun située dans la Région du Nord-Ouest, le département du Bui et la commune de Jakiri.

## Population
En 1969, la localité comptait 1 075 habitants, principalement des Nso.
Lors du recensement national de 2005, on y a dénombré 2 626 personnes.
En 2012, la population est estimée à 1 115 habitants.

## Éducation
Wvem est doté d'un établissement scolaire public de premier cycle, anglophone (GSS Wvem).